# Linh dương đồng lầy Uganda

Huy hiệu của Uganda

Linh dương đồng lầy Ugandan (Danh pháp khoa học: Kobus kob thomasi) là một phân loài của loài linh dương Kob. Chúng là một loại linh dương được tìm thấy ở vùng châu Phi cận Sahara ở Sudan, Uganda, Cộng hòa Dân chủ Congo và Ethiopia. Nó thường có màu nâu đỏ, trong đó nó khác với phân loài linh dương Kob khác.
Linh dương Uganda là biểu tượng quốc gia của đất nước Uganda, chúng xuất hiện trên huy hiệu của Uganda. Các con linh dương Uganda đôi khi theo cách khác được phân loại vào các phân chi của Adenota. Tài liệu chuyên khảo đôi khi được gán cho nó bằng tên Hà Lan: Oeganda-waterbok tức là Linh dương nước Uganda.

## Đặc điểm

### Mô tả
Chúng có ngoại hình khá giống với linh dương sừng cao Impala nhưng mạnh mẽ hơn. Tuy nhiên, con đực có vẻ mạnh mẽ hơn so với co cái và có sừng. Con đực có chiều cao đến vai là từ 90–100 cm (3,0-3,3 ft) và cân nặng trung bình là 94 kg (207 lb). Con cái có chiều cao vai 82–92 cm (2,69-3,02 ft) và cân nặng trung bình 63 kg (139 lb). Các bộ lông thú của chúng thường là vàng đến nâu đỏ về tổng thể, tai trong là màu trắng, và chân trước là màu đen ở phía trước. Con đực tối màu hơn khi chúng lớn lên. 

### Tập tính
Chúng sống ở vùng đồng bằng và đất nước mở với khí hậu phù hợp. Nó đòi hỏi gặm cỏ tươi và thức uống hàng ngày. Trong những cơn mưa, chúng gặm cỏ ngắn thường xuyên. Vì nó là phụ thuộc vào nước, việc linh dương này không đi lang thang xa vào khu vực khô cằn. Trong khu vực bị ngập lụt, chúng có thể đi hàng trăm cây số, và mùa khô đi để nước có thể mất 10 km trở lên. Các loài cỏ ưa thích của chúng là hyparrhenia, Brachiaria brizantha, Setaria gayanus, Chloris Gayana, và Echinochloa và Digitaria spp
Những con linh dương này có vài liên kết xã hội mạnh mẽ, nhưng những con cái có thể sống theo bầy đàn đánh số trong hàng ngàn. Chúng di chuyển nhiều hơn. Tuy nhiên, trong các đàn lớn hơn, những con cái sẽ mất tín hiệu của chúng từ con cái khác. Con đực cũng có mặt trong các đàn gia súc di cư và sẽ theo con cái. Các tổ chức xã hội và sinh sản của chúng có thể khác nhau. Khi ở mật độ dân số trung bình hay thấp, những con đực lập vùng lãnh thổ thông thường và không đi lang thang nhiều. Những con đực dành cho người lớn cố gắng thiết lập lãnh thổ của chúng trong môi trường sống tốt nhất có sẵn,
Mâu thuẫn giữa Linh dương Uganda về lãnh thổ thường được giải quyết với những cuộc chiến đấu mang tính nghi lễ và hiếm khi xảy ra trên thực tế. Những con linh dương Uganda đôi khi phải chịu thương tích nghiêm trọng hoặc gây tử vong, đặc biệt là khi kiểm soát một vùng lãnh thổ đang bị đe dọa. Các trận đánh thường liên quan đến các chiến binh va đập, ép và xoắn nhau với đầu vào sừng của chúng. Tuy nhiên, một người hàng xóm có thể tấn công từ phía sau hoặc phía bên. Những con đực chiếm ưu thế nhất chiếm trung tâm. 

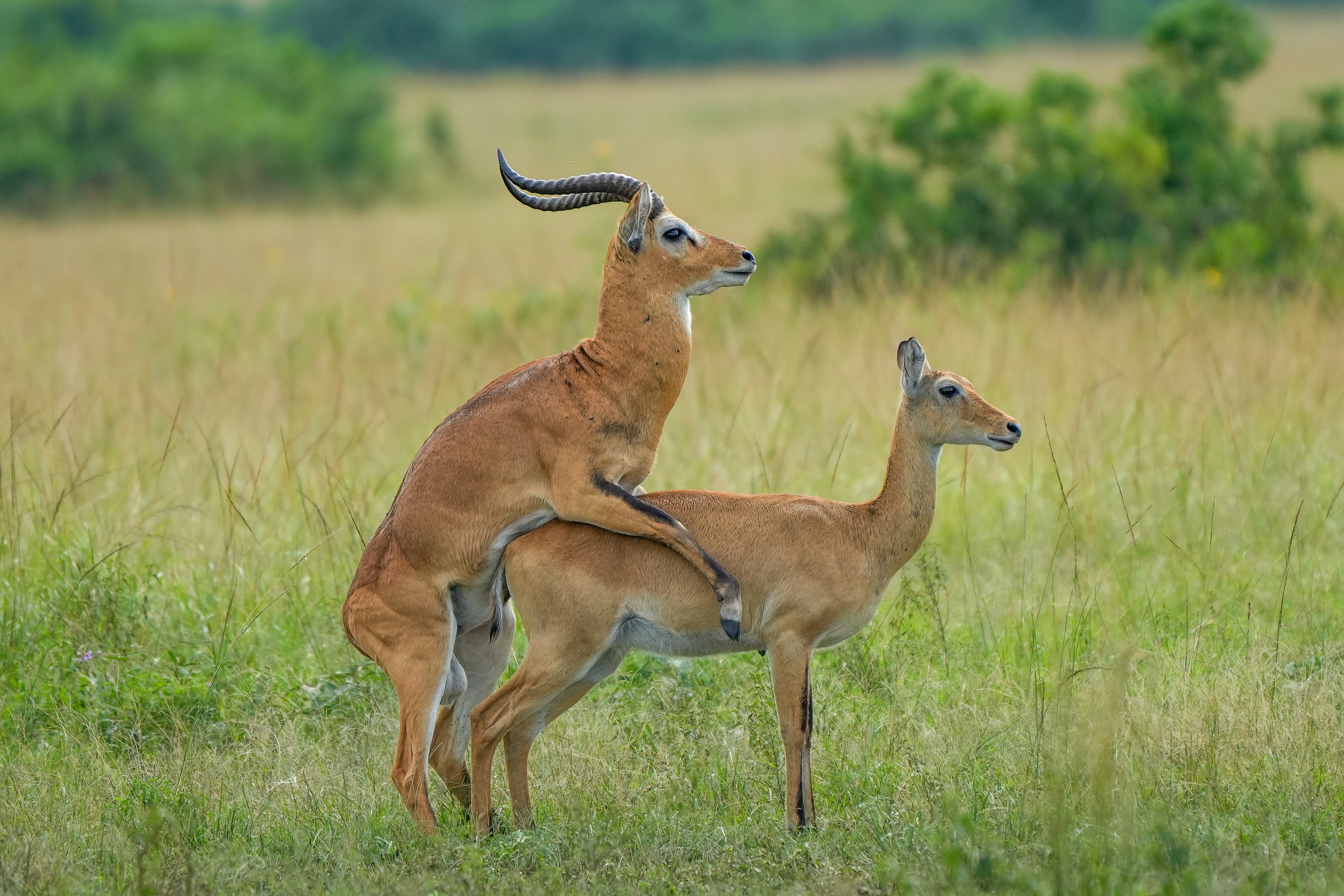
Hai con linh dương đang giao phối với nhau tại Vườn Quốc gia Nữ vương Elizabeth.

## Sinh sản
Con cái có rụng trứng đầu tiên lúc 13-14 tháng tuổi và có khoảng thời gian 20-26 ngày giữa chu kỳ động dục cho đến khi chúng được thụ tinh. Con đực từ vùng lãnh thổ truyền thống có chiến lược tán tỉnh khác nhau. Con đực của lãnh thổ truyền thống sẽ dồn con cái và giữ chúng trong lãnh thổ của nó. Những con đực khác cố gắng làm như vậy, nhưng thường là thất bại.
Chúng phải dựa vào sự nhốn nháo để gây chú ý bản thân. Chúng tán tỉnh có thể kéo dài như ngắn như hai phút, và giao phối với nhau chỉ có thể kéo dài một vài giây. Một con cái có thể giao phối lên đến 20 lần với ít nhất một trong những con đực ở trung tâm trong một ngày. Sau một thời gian mang thai tám tháng và sinh con, động dục có thể bắt đầu 21-64 ngày sau đó.